# Encyclopedie van Nederlandstalige Tijdschriften
De Encyclopedie van Nederlandstalige Tijdschriften (ENT). Nederlandstalige periodieken tot de aanvang van het Koninkrijk der Nederlanden (tot 1815) is een internetencyclopedie onder redactie van Rietje van Vliet.
ENT streeft naar de ontsluiting van informatie over alle Nederlandstalige periodieken die tot 1815 zijn verschenen. Het initiatief is in het eerste decennium van de 21e eeuw genomen door een groep Nijmeegse onderzoekers, die constateerden dat het bij pershistorisch onderzoek ontbrak aan zelfs maar een eenvoudige inventarisatie van periodieken in een bepaalde periode.
Na uitvoerig voorwerk kwam ENT in de huidige vorm online in het voorjaar van 2018.